# Sömnad

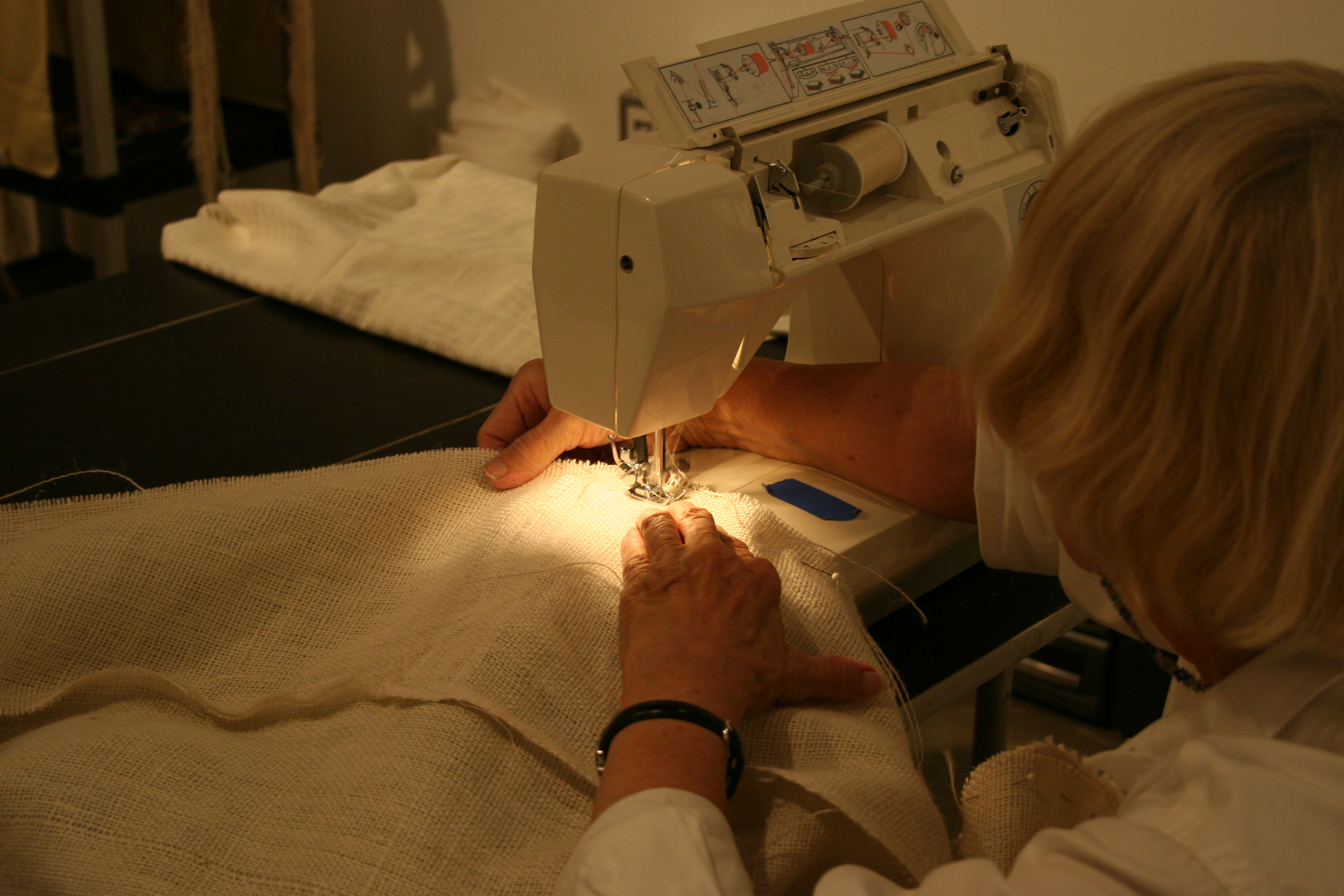
Kvinna syr på symaskin.

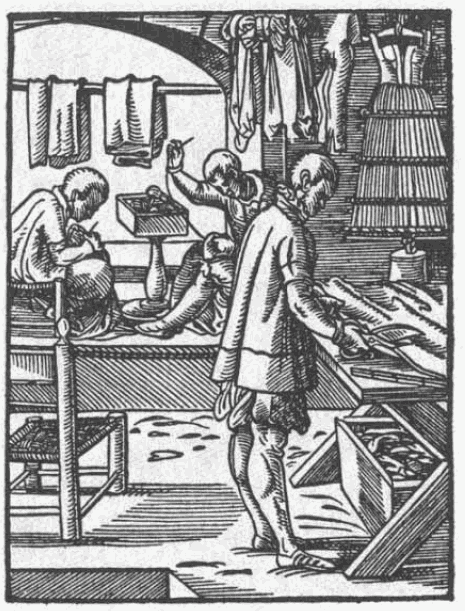
Skräddare 1568.

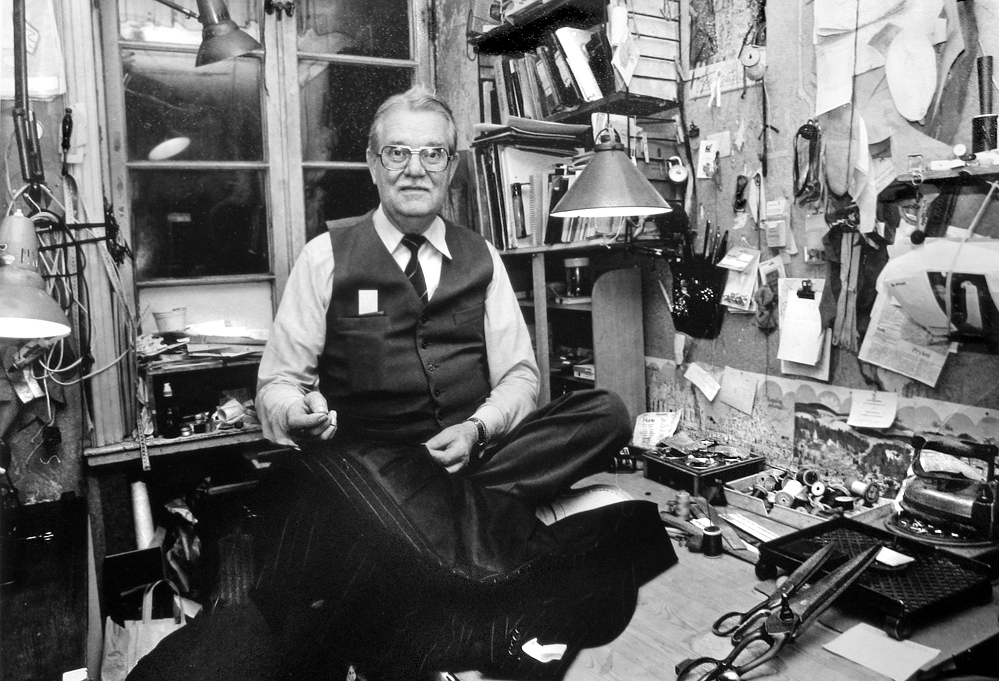
En skräddarmästare 1993.

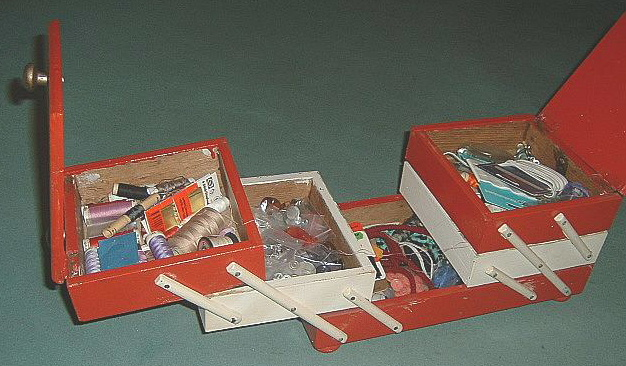
Utfällbart skrin för sytillbehör.

Sömnad, att sy, innebär att sammanfoga material, oftast textilier eller skinn, med hjälp av nål och tråd, eller att anordna ett tygstyckes eller ett knapphåls kanter. Sömnad innebär även utsmyckning, broderi. Det kan ske antingen manuellt, det vill säga för hand, eller med symaskin.
De äldsta fynden av nålar var tillverkade av ben, trä och horn och kommer från stenåldern. De äldsta trådarna bestod av senor eller enkelt hopsnodda naturfibrer. De äldsta fynden av sydda kläder i Norden kommer från bronsåldern där nålen var gjord av brons och tråden var gjord av ull. Redan då var sömnaden väl utvecklad. 
Handsömnad är tidsödande och varierar i elasticitet och styrka beroende på söm, material och skicklighet. Handsömnad är i regel bättre för att avklara exakt passning mellan de material som skall sys. Vid användning av symaskin blir sömmarna generellt sett hårdare och tål större påfrestning, men är inte lika exakt som sömnad för hand. En ny form av exakthet uppnås i den samtida industrin med en teknologisering av sömnadsteknik, exempelvis broderimaskiner. 
Att sy ett förkläde är ett klassiskt nybörjarprojekt inom sömnad. Det tränar många de viktiga momenten utan att kräva exakt måttanpassning och leder till ett användbart slutresultat. Det är även praktiskt att använda förkläde vid sömnad; dels kan man ha olika föremål i förklädets fickor och dels skyddas de egna kläderna.

## Sömnadskonstruktion
Sömnadskonstruktion görs vanligtvis med hjälp av ett mönster. Ett mönster kan vara simpelt; vissa mönster är inte mer än en matematisk formel som tillämpas av den som syr för att passa på den tilltänkta bärarens kropp. När formeln är färdig och beräknad klipps tyget till och sammanfogas till ett plagg. I andra änden av spektrumet finns haute couture, där modeskaparna skapar fantastiska kreationer och i noggrann detalj väljer material och mönster för att skapa sina plagg. Vid ovanliga materialval och extrema former kan modeskaparens textila ingenjörskonst komma till sin rätt. Komplexa mönster kan ritas upp, provas och ändras dussintals gånger och ett mönster kan ta mer än fyrtio timmar att utarbeta. Ett haute coutureplagg kan ta över sextio timmar av tillskärning och sömnadskonstruktion.
Majoriteten av dagens kläder är massproducerade och utarbetade efter standardiserade mått som är framtagna för att passa så många kroppar som möjligt. Dessa "standardiserade" mått kan fungera som riktlinjer, men inte mycket mer än så, då det inte finns någon gemensam industristandard. Dessa "standardiserade" mått kan också verka exkluderande för kroppar som har mått som avviker mycket från måtten använda i måttabellerna.

## Historisk sömnad
Vissa anser att folkdräkter och rekonstruktioner av historiska plagg inte bör sys med maskinsömmar. Att sy eller fålla hemvävda produkter på symaskin betraktas av vissa också som otänkbart, medan andra tycker att det inte gör någon kvalitetsskillnad.

## Industriell sömnad
Sömnad av plagg för framtida försäljning kallas lagersömnad.